# Pliospalax
Pliospalax é um gênero extinto de roedores da família Spalacidae.

## Espécies
- Pliospalax compositodontus (Topachevski, 1969)
- Pliospalax macoveii (Simionescu 1930)
- Pliospalax marmarensis Ünay, 1990
- Pliospalax primitivus Ünay, 1978 [Turquia]
- Pliospalax rhodius
- Pliospalax rumanus
- Pliospalax senii Koliadimou et al., 1996 [Grécia]
- Pliospalax simionescui  [Moldávia]
- Pliospalax sotirisi  [Ilha de Rodes]
- Pliospalax tourkobuniensis  [Romênia]